# Mano Negra (extorsión)

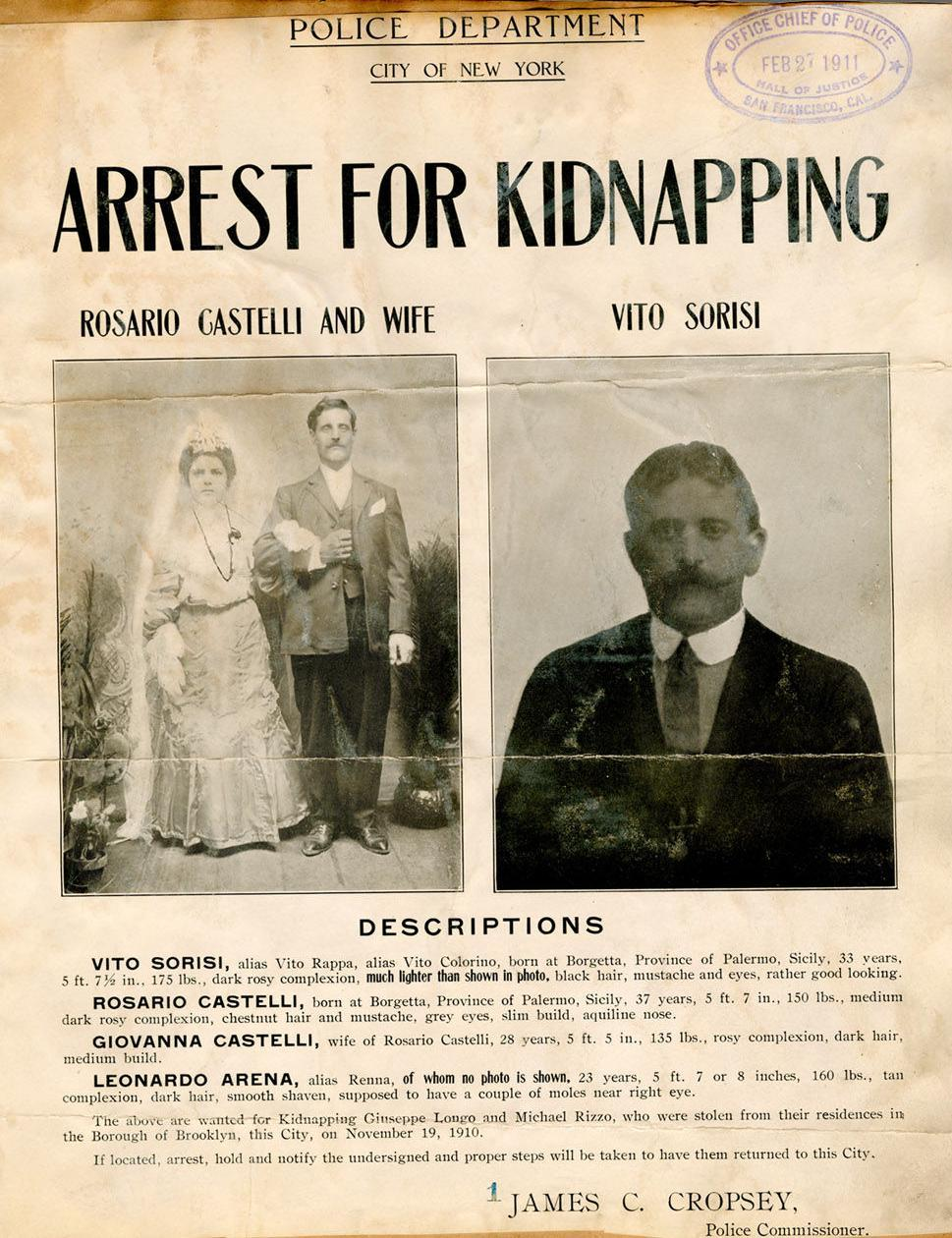
Cartel de la Policía de Nueva York por actividad de Mano negra, 1910.

La Mano Negra (en italiano: Mano Nera, en inglés: Black Hand) era una banda criminal italiana e italoestadounidense especializada en extorsión. A menudo ha sido considerada como un método de extorsión, no una organización criminal como tal, aunque los gánsteres de la Camorra y la Mafia lo practicaban.
Un informe de un periódico de junio de 1912 en New York Tribune afirmaba que la Mano Negra «[…] realmente existe solo como una frase. Como organización, tal cosa nunca existió en la mente de la policía. Es una frase hecha familiar a través de los periódicos y el astuto criminal de ascendencia latina no perdieron el tiempo en utilizarlo como un nom de crime, que escribió al pie de sus cartas de chantaje, a veces —de hecho, en general— añadiendo decoraciones fantasiosas propias, como dagas goteando sangre, revólveres escupiendo fuego y balas, calaveras y huesos cruzados dibujados crudamente y el inevitable dibujo de una mano humana».

## Historia
Para 1900, las operaciones de la Mano Negra estaban firmemente establecidas en las comunidades italoestadounidenses de las principales ciudades, incluidas Nueva York, Filadelfia, Chicago, Nueva Orleans, Scranton, San Francisco, Olean, Nueva York y Detroit. En 1907, se descubrió un cuartel general de la Mano Negra en Hillsville, Pensilvania, un pueblo ubicado a unas pocas millas al oeste de New Castle, Pensilvania. La Mano Negra en Hillsville estableció una escuela diseñada para entrenar a los miembros en el uso del estilete. Aunque a los inmigrantes más exitosos generalmente se los atacó, posiblemente hasta el 90 % de los inmigrantes y trabajadores italianos en Nueva York y otras comunidades fueron amenazados con extorsión.
Las tácticas típicas de la Mano Negra implicaban enviar una carta a una víctima que amenazaba con daños corporales, secuestro, incendio premeditado o asesinato. La carta exigía una cantidad específica de dinero para ser entregado a un lugar específico. Estaba decorado con símbolos amenazadores como una pistola humeante, una soga del ahorcado, un cráneo o un cuchillo que goteaba sangre o perforaba un corazón humano, y en muchos casos, estaba firmado con una mano, «sostenido en el gesto universal de advertencia», impreso o dibujado en tinta negra gruesa.
El historiador Mike Dash afirma que «fue esta última característica la que inspiró a un periodista que escribe para The New York Herald a referirse a las comunicaciones como cartas de “Mano Negra”, un nombre que se quedó, y de hecho, pronto se convirtió en sinónimo de crimen en Little Italy». El término «Mano Negra» (Mano Nera en italiano, y Manu Niura en siciliano) fue adoptado fácilmente por la prensa estadounidense, y se generalizó a la idea de una conspiración criminal organizada, que llegó a conocerse como La Sociedad de la Mano Negra.
El tenor Enrico Caruso recibió una carta de la Mano Negra, en la que se dibujaron una mano negra y una daga, exigiendo $2000. Caruso decidió pagar, «y, cuando este hecho se convirtió en conocimiento público, fue recompensado por su capitulación con “un montón de cartas amenazadoras a un pie de altura”, incluyendo a otro de la misma pandilla por $15 000». Al darse cuenta de que los extorsionistas seguirían exigiendo dinero, informó del incidente a la policía que, al hacer arreglos para que Caruso depositara el dinero en un lugar acordado previamente, arrestó a dos empresarios italoestadounidenses que recuperaron el dinero.
En ocasiones, los delincuentes utilizaron la violencia contra los funcionarios encargados de hacer cumplir la ley que lucharon contra los esquemas de la Mano Negra. Las víctimas de los asesinatos vinculados a las operaciones de la Mano Negra incluyen al jefe de policía de Nueva Orleans, David Hennessy, y al teniente del Departamento de Policía de Nueva York, Joseph Petrosino.